# Белый листонос

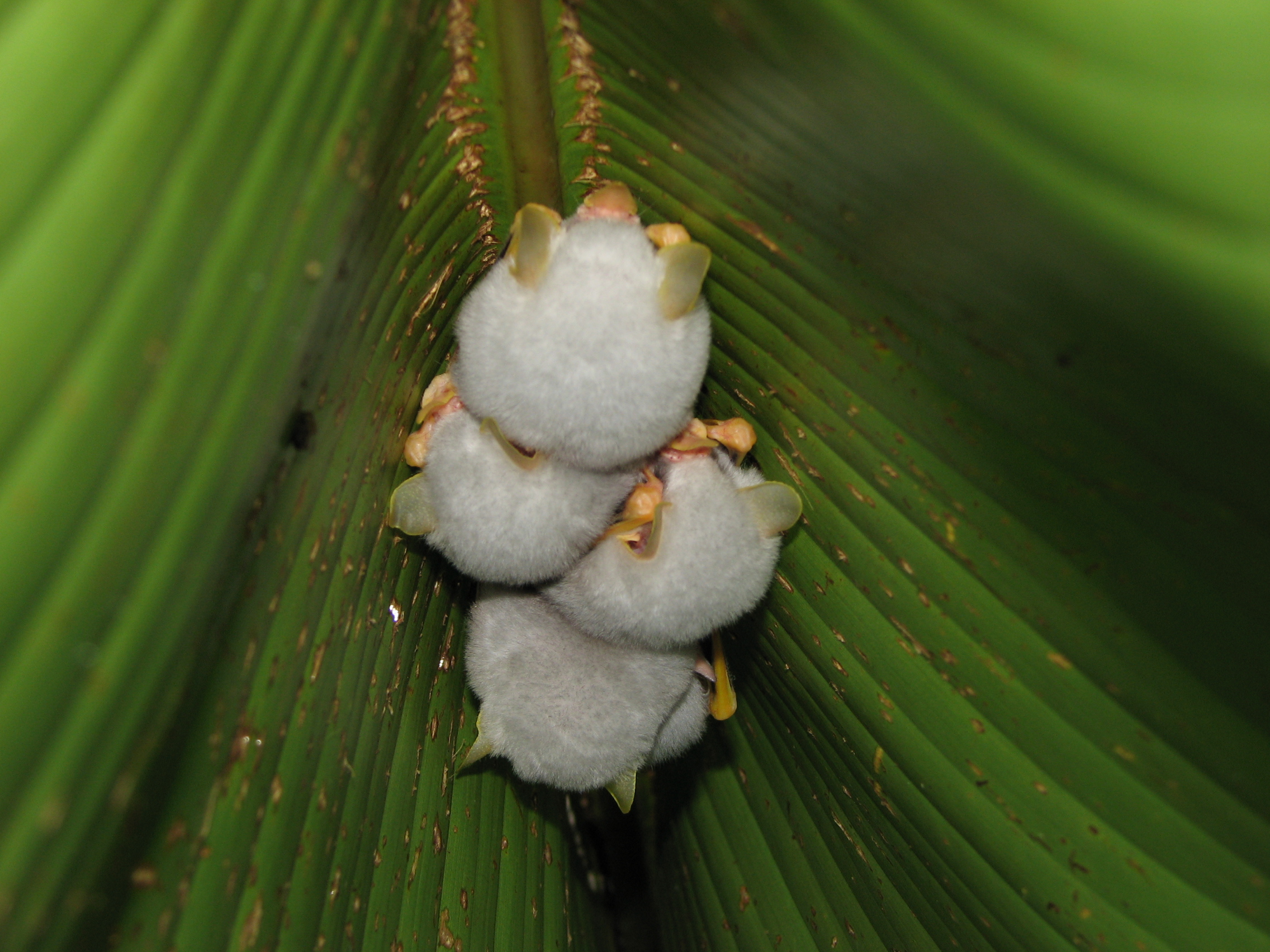
Белые листоносы прячутся днём под листьями геликонии

Бе́лый листоно́с (лат. Ectophylla alba) — вид летучих мышей монотипического рода Ectophylla семейства листоносых, обитающий в Центральной и Южной Америке.

## Описание
Длина тела от 3,7 до 4,7 см и масса до 7 г. Самцы немного крупнее самок. Общая окраска тела чисто белая, за исключением крестца и нижней части брюха, которые светло-серого цвета. Нос, уши ярко-жёлтые. Глаза окружены серым кольцом. Уши умеренно большие и широкие. Хвост отсутствует. Зубная формула: 2/2, 1/1, 2/2, 2/2 = 28. Кариотип 2n = 30 FN = 56.

## Распространение
Вид распространён в Коста-Рике, Гондурасе, Никарагуа, Панаме. Живёт во влажных вечнозелёных лесах на высоте до 700 м над уровнем моря.

## Образ жизни
Живёт уединённо или небольшими группами до 6 особей. Днём отдыхает под листьями геликоний на высоте около 2 м над землёй. Ночью отправляется на поиски пищи. Питается фруктами, в частности, видами фикуса.